# اوروسی یاتسورا
اوروسی یاتسورا (به انگلیسی: Urusei Yatsura) مجموعه مانگا ژاپنی به نویسندگی و تصویرگری رومیکو تاکاهاشی است که از سپتامبر ۱۹۷۸ تا فوریه ۱۹۸۷ در هفته‌نامه شونن ساندی منتشر شد و تاکنون در ۳۴ جلد تانکوبون جمع‌آوری شده است. داستان دربارهٔ آتارو موروبوشی و لوم بیگانه است که پس از خواستگاری تصادفی آتارو از لوم، لوم پافشاری می‌کند که همسر واقعی آتارو است. این مجموعه شدیداً از اساطیر، فرهنگ و جناس ژاپنی استفاده می‌کند. دو مجموعه تلویزیونی انیمه اقتباس شده از این اثر در شبکه‌های وابسته به فوجی تلویژن پخش شده که تازه‌ترین آن از سال ۲۰۲۲ تا ۲۰۲۴ ساخته استودیو دیوید پروداکشن در ۴۶ قسمت پخش شده است.
اوروسی یاتسورا نخستین کار تاکاهاشی بود و در داخل و خارج ژاپن طرفداران و منتقدان استقبال زیادی از این اثر کردند. این مانگا بیش از ۳۵ میلیون نسخه فروش داشته که یکی از پرفروش‌ترین فرنچایزهای مانگا در تمام دوران محسوب می‌شود. اوروسی یاتسورا در سال ۱۹۸۰ در بیست و ششمین جوایز مانگای شوگاکوکان در رده شونن جایزه بهترین مانگا را دریافت کرده است.

## داستان
یک نژاد بیگانه به زمین حمله می‌کنند اما به جای اینکه به زور سیاره را تصاحب کنند، به انسان‌ها این فرصت را می‌دهند تا با شرکت در یک مسابقه برای حقوق سیاره زمین بجنگند. بازیکن انسان انتخاب شده توسط کامپیوتر، یک دانش آموز دبیرستانی بدشانس و ناموفق به نام آتارو موروبوشی است و بازیکن تیم بیگانگان، لوم، دختر رهبر مهاجمان بیگانه است. علیرغم عدم تمایل اولیه برای شرکت در مسابقه، آتارو با ملاقات با لوم به بازی علاقه‌مند می‌شود. وقتی مسابقه شروع می‌شود، لوم با پرواز کردن همه را غافلگیر می‌کند و آتارو متوجه می‌شود که نمی‌تواند او را بگیرد. قبل از آخرین روز مسابقه، دوست دختر آتارو، شینوبو میاکه، آتارو را تشویق می‌کند که در صورت پیروزی با او ازدواج کند. در روز پایانی مسابقه، آتارو با ربودن تاپ بیکینی لوم برنده بازی می‌شود که در نهایت لوم می‌بازد. آتارو در جشن پیروزی خود خوشحال است که می‌تواند با عشق واقعی خود ازدواج کند ولی به‌طور اتفاقی از لوم خواستگاری می‌کند و لوم عاشق آتارو می‌شود.